# Пруске (район Илава)
Пруске  (словац. Pruské) — деревня района Илава Тренчинского края в западной Словакии.
Расположена в районе Белых Карпат на правом берегу р. Ваг в 4 км от районного центра города Илава.
Население — 2 185 человек (31.12.2011).

## История
Первое письменное упоминание о Пруске встречается в прусском документе 1244 года. Однако есть предположения, что поселение здесь существовало и раньше. Когда в XVIII веке в Пруске перестраивали старую местную церковь, под главным алтарем нашли камень, на котором было выгравировано, что церковь была построена в 1221 году.
Колонизация окрестностей проходила за счет притока поселенцев из Силезии и северных регионов Пруссии, которая была в то время населена славянами. Таким образом, деревня была названа в честь её старейших жителей.
С 1905 по 1918 носила название Порошка.

## Население
| Год:                | 1994 | 2004     | 2014    | 2024    |
| ------------------- | ---- | -------- | ------- | ------- |
| Количество человек: | 2685 | 2088     | 2244    | 2290    |
| Разница:            |      | −22,23 % | +7,47 % | +2,04 % |

## Достопримечательности
- Костёл св. Петра и Павла 1780 года
- Часовня св. Георгия 1642 года.

## Города-побратимы
- Валашске-Клобоуки, Чехия
- Нова Дубница, Словакия
- Сан-Даниеле-дель-Фриули, Италия